# Кёнигсбергер, Лео
Лео Кёнигсбергер (нем. Leo Königsberger (Koenigsberger), 15 октября 1837 — 15 декабря 1921) — немецкий математик еврейского происхождения.
Лео Кёнигсбергер родился в 1837 году в семье еврейских торговцев в Позене (Королевство Пруссия). В 1860—1864 годах учился в Университете Фридриха Вильгельма, где преподавал Карл Вейерштрасс. По окончании университета в Берлине стал преподавать в Грайфсвальдском университете (где с 1866 года стал профессором), с 1869 года — в Гейдельбергском университете имени Рупрехта и Карла, с 1875 года — в Королевском саксонском политехникуме, с 1877 года — в Венском университете, а в 1884 году вернулся в Гейдельберг, где и работал до выхода на пенсию в 1914 году.
Лео Кёнигсбергер работал в тесном контакте с другом детства Лазарем Фуксом, исследуя эллиптические функции и дифференциальные уравнения. В 1902—1903 годах он написал трёхтомную биографию Германа фон Гельмгольца, ставшую классикой. Под его авторством также выходили биография Карла Якоби и собственная автобиография.